# 艾因哈馬姆區
36°34′17″N 4°18′35″E / 36.5713°N 4.3097°E
艾因哈馬姆區（阿拉伯语：‎），是阿爾及利亞的行政區，位於該國北部，由提濟烏祖省負責管轄，首府設於艾因哈馬姆，面積145平方公里，2008年人口51,431，人口密度每平方公里355人。